# FTDI
Future Technology Devices International, algemeen bekend onder de afkorting FTDI is een Schotse halfgeleiderfabrikant die zich in USB-technologie specialiseert. Het ontwerpt, maakt en ondersteunt apparaten en hun gerelateerde softwarestuurprogramma's voor het omzetten van RS-232 of TTL seriële communicatie naar USB-signalen om oudere apparaten met moderne computersystemen te laten communiceren.
Het biedt ook toepassingsspecifieke geïntegreerde schakelingontwerpdiensten aan. Het vlaggenschip van het bedrijf is de FTDI Chip, een geïntegreerde schakeling die ook een algemeen gebruikte component is in elektronische toestellen die microcontrollers gebruiken zoals de Arduino. Verder is het bedrijf ook adviseur bij product ontwerpen, met name in het gebied van de elektronica.
Het hoofdkantoor van FTDI ligt in Glasgow, Schotland, Verenigd Koninkrijk maar het heeft ook kantoren in Taipei, Taiwan en in Portland, Oregon. De productieafdeling van het bedrijf ligt in handen van onderaannemers in het Pacifisch gebied van Azië.
De producten worden via hun website aan verbruikers maar ook in grote hoeveelheden aan handelaars verkocht.

## Geschiedenis
FTDI werd op 13 maart 1992 door de huidige CEO Fred Dart gesticht. Het bedrijf is een onrechtstreekse afstammeling van Computer Design Concepts Ltd, een vroeger beginnend halfgeleider bedrijf dat door Dart opgestart was.
De eerste producten van FTDI waren chipsets voor PC-moederborden, de eerste klant van FTDI was IBM dat het in zijn AMBRA en PS/1 PC's gebruikte. Later breidde FTDI zijn productlijn uit met o.a. interfacevertalers zoals de MM232R en de USB-COM232-PLUS1 om de gegevensuitwisseling tussen USB en andere protocollen mogelijk te maken.